# Kutyabőr
A kutyabőr a címeres levél régies, köznyelvi elnevezése. Később néha kutyabőrnek hívták az egyetemi és a doktori oklevelet, valamint más ünnepélyes okleveleket is. 

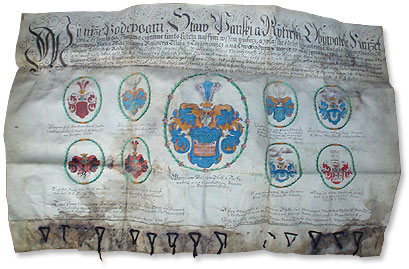
A Draveczky család "kutyabőrnek" nevezett családi krónikája (1645)

Névváltozatok:
nemesi kutyabőr, kutyalevél, diploma (Gudenus I. 29.), oklevél (Gudenus I. 30.)
 
en: sheepskin 
Rövidítések

A nemesi oklevelek pergamenje simára kidolgozott állatbőr volt, leggyakrabban juh- vagy kecske és borjúbőr, néha esetleg kutyabőr. Gyakran úgy vélték, hogy a kutyabőr a pergamen és a nemesi levél „tréfás” megnevezése (mely idővel pejoratív értelmet is nyert), noha az elnevezés valószínűleg éppen a kutyabőr-pergamen ritkasága és kiváló minősége miatt került kiemelésre.  
A kutyabőrt leggyakrabban kesztyűk készítésére használták, ahol szükség volt a finom bőrre. Jules Verne, Nyolcvan nap alatt a Föld körül című regényének 27. fejezetében is kutyabőr kesztyűt visel az egyik szereplő. Timsó és növényi cserzés kombinációjával állították elő. A kutyabőr szép, vékony, de erős is. Kutyabőrből készítették a dobok hártyáját és a legjobb minőségű dudák tömlőjét, amelyet a magyar pásztorok az egyszerű kecskebőr-tömlőknél puhasága, ugyanakkor tartóssága miatt sokkal többre becsültek. Gutenberg, a könyvnyomtatás feltalálója, lószőrrel kitömött kutyabőr festékező labdacsot használt a tinta felviteléhez a betűkre. Mivel a kutya nem a bőrén, hanem a talpán keresztül izzad és a nyelvén keresztül adja le a fölösleges hőt, a bőrén nincsenek pórusok, ezért az szép, egynemű, ami biztosítja, hogy a festék ne szívódjon fel a labdacsba, hanem annak felületén maradjon.  

## Lásd még
- Címeres levél